# 553
553 је била проста година.

## Догађаји
- Битка код Монс Лактарија: Краљ Теја тајно маршира да удружи снаге са својим братом Алигерном у Кампанији, како би ублажио опсаду Кума. У међувремену на Монс Лактарију (модерни Монти Латари), Нарзес поставља заседу. Комбиноване готске снаге су сломљене у безнадежној последњој борби два дана (јужно од Напуља), а Теја је убијен у борби. Алигерн бежи, али се предаје неколико месеци касније.
- Остроготско краљевство престаје после 60 година владавине у Италији. Готима је дозвољено да се у миру врате својим кућама и (пре)населе се у данашњој Аустрији. Око 7.000 људи се повлачи у Кампсас (Јужна Галија) и пружа отпор уз минималну помоћ Франака против Византинаца до 554. године.
- Сасанидски заповедник Михр-Михрое приморао је Византинце да се повуку из Телефиса и касније и из Оларије.
- Готски рат: франачка инвазија — Двоје франачко-алеманских војвода, браћа Лотар и Бучелин, прелазе преко Алпа из Немачке са снагама од 75.000 људи, углавном франачке пешадије. У долини реке По, они извојевају лаку победу над много мањом византијском силом код Парме, а придружују им се остаци готске војске, чиме је укупна снага освајача достигла око 90.000 људи. Нарзес, скупљајући своје снаге што је пре могуће, маршира на север да узнемирава Франке, али није довољно јак да их упусти у битку. У Самнијуму (Јужна Италија) браћа деле своје снаге: Лотар иде низ источну обалу, па се враћа на север, да зимује у долини реке По. Бучелин прати западну обалу у Калабрију, где проводи зиму - његова војска је озбиљно потрошена исцрпљивањем и болестима.
- Краљ Сеонг од Баекјеа напада краљевства Гогуриео и Сила. Међутим, према тајном споразуму, Сила трупе нападају исцрпљену војску Баекје и преузимају читаву долину реке Хан.
- У Турском каганату Истеми је постављен за гувернера (иабгу) на западу царства (савремени Туркестан), а Мукан Каган је наследио свог брата Исика Кагана на месту цара (кагана) Гоктурка.
- 5. мај – Одржан Пети васељенски сабор, по други пут у Цариграду. У едикту, цар Јустинијан I осуђује Три поглавља, изазивајући даље расколе и јереси моноенергизма и монотелитизма.